# Millotia muelleri
Millotia muelleri là một loài thực vật có hoa trong họ Cúc. Loài này được (Sond.) P.S.Short mô tả khoa học đầu tiên năm 1990.